# Herinneringsmedaille aan de Veldtocht van 1849

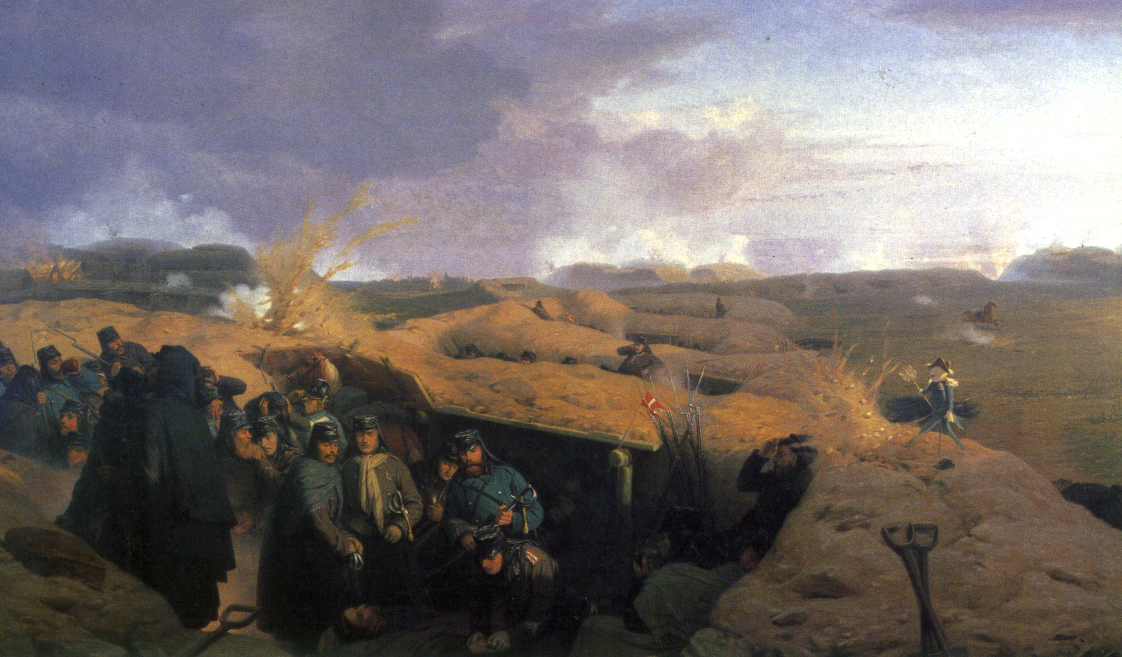
De Düppeler schansen

De Herinneringsmedaille aan de Veldtocht van 1849 (Duits: Erinnerungsmedaille für die Teilnahme am Feldzug 1849) werd op 17 april 1874 door de regerende hertog Ernst I van Saksen-Altenburg ingesteld. De onderscheiding werd uitgereikt aan de Altenburgse deelnemers aan de bestorming van de door Denemarken verdedigde Düppeler Schansen van 13 april 1849. Ook militairen die zich verdienstelijk hadden gemaakt in de Eerste Duits-Deense Oorlog werden met deze medaille gedecoreerd.
De bronzen medaille heeft op de voorzijde twee verstrengelde E voor "Ernst". Daarboven staat een beugelkroon. Op de keerzijde staat binnen een lauwerkrans het jaartal 1849.
Het lint is donkergroen met twee zilverwitte strepen langs de rand. De 13,4 gram zware medaille is met ring 4,2 centimeter hoog en heeft een diameter van 3 centimeter.